# Chloe Phillips
Chloe Phillips (Washington DC, 1995) és una cantant estatunidenca de música pop resident a la Vila de Gràcia.

## Biografia
Tot i néixer a Washington DC, als sis anys es va mudar a un poble petit a l'est de Kentucky, situat entre valls i turons. Des de petita que desitjava dedicar-se al món de la música i publicar les seves cançons. En voler cursar primer de batxillerat a l'estranger, el destí la va portar amb 16 anys a casa d'una família de Vilanova i la Geltrú. Allà va aprendre català i castellà, i va quedar enamorada de Catalunya. En tornar als Estats Units va començar la carrera de Ciències Polítiques a la Universitat de Georgetown, però va deixar-ho durant uns mesos per provar sort amb la música i aclarir les idees. Es va traslladar a la ciutat californiana de Los Angeles i va treballar de cambrera mentre es buscava la vida cantant en alguns bars de micro obert, però va tornar als seus estudis la tardor de 2016.
A la primavera següent, l'Institut Ramon Llull i el departament de castellà de la universitat van organitzar una celebració per a la Diada de Sant Jordi i allà es va trobar amb Halldór Már, el presentador de Katalonski. Chloe Phillips va decidir participar en el programa de TV3 i va captivar l'audiència cantant «Boig per tu». Uns mesos més tard, la jove va viatjar a Catalunya per a gravar amb 23 anys el seu primer senzill, «Barcelona».